# Quark economia. Per capire un mondo che cambia
Quark economia. Per capire un mondo che cambia è un saggio scritto da Piero Angela, tratto dal suo programma televisivo Quark economia. Il libro indaga sui meccanismi economici, grazie all'ausilio di alcuni esperti del settore, come Tommaso Padoa-Schioppa, Paolo Sylos Labini, Franco Modigliani, Guido Carli, e tramite il consueto linguaggio divulgativo, chiaro, semplice e alla portata di tutti. Lo scopo è di chiarire anche le conseguenze della rivoluzione in atto, dato che la vita di ognuno di noi è sempre più strettamente connessa con lo sviluppo tecnologico, i mercati finanziari, la ricerca, le strategie aziendali.

Il libro si propone di spiegare tutte le varie parti del sistema, dai nuovi modi di produzione alla globalizzazione, dalla finanza internazionale al deficit, oltre a spiegare perché i vecchi modelli siano per davvero superati.

## Descrizione dei capitoli
Nel primo capitolo, Piero Angela descrive lo stile di vita della generazione di suo padre, nato nel 1875. Il quadro che ci presenta è quello di una società arretrata rispetto ad oggi un po' in tutti i settori, dai trasporti all'energia, dalle comunicazioni alla sanità, dall'alimentazione all'agricoltura, dall'istruzione alla tecnologia che ha ridotto sensibilmente il numero di braccia occupate nel primario e anche nel secondario, per concedere sempre più spazio e sbocchi occupazionali al settore terziario.
Angela spiega cosa sia il terziario, perché sia ormai più importante la parte immateriale di un prodotto e preannuncia la speranzosa liberazione dalla necessità di mungere e saldare per poter praticare attività sempre più creative ed a dimensione umana.
Nel secondo capitolo, l'autore chiarisce i vantaggi della maggiore produttività presentando un excursus storico sulla resa di un chicco di grano dagli antichi romani fino ad oggi, spiegando che non è solo la tecnologia ad aver consentito il progresso, ma che altri fattori si sono rivelati decisivi. Interessanti le indagini che ci spiegano il valore della tecnologia e quindi quante ore sono state necessarie nel corso dei secoli per ottenere un quintale di grano e come si sia entrati in una fase di dematerializzazione con sempre meno braccia, meno materiale, meno macchine e più intelligenza, ed infine come stiano cambiando i modi di produzione, sempre più legati alla vendita prioritaria rispetto alla produzione. Quindi, i nuovi verbi sono non solo dematerializzare, ma anche decentrare, interconnettere e i campi emergenti sono quelli dell'informatica e delle biotecnologie.
Nel terzo capitolo, il divulgatore spiega quali siano le sorprese che ci riserva la tecnologia, ad iniziare dal CAD, ossia dall'aiuto dei calcolatori nelle varie fasi di progettazione, per proseguire con i nuovi materiali e le biotecnologie e per finire alla genetica, alle telecomunicazioni, ai batteri operai, ai robot intelligenti. Quindi Angela invita a mettersi al passo dei tempi e a correre seguendo l'evoluzione frenetica dell'epoca.
Nel quarto capitolo, Piero Angela presenta la storia emblematica della produzione di orologi in Svizzera, ricordando che gli elvetici sono passati da una situazione di monopolio del mercato ancora nel 1950 (80% di quota di mercato) ad un drammatico crollo di vendite e di esportazioni (10% di quota di mercato) nel giro di soli trent'anni, a causa della improvvisa e imprevista concorrenza tecnologica, prima statunitense e poi asiatica; Angela approfondisce la cause molteplici di questa crisi, frutto di una congiuntura internazionale.
Nel quinto capitolo, il conduttore televisivo viviseziona il mondo produttivo utilizzando la analogia dell'albero per descrivere l'importanza dei cambiamenti avvenuti negli ultimi decenni. Successivamente, Angela si sofferma sull'analisi del ciclo di vita di un prodotto che generalmente porterà alla morte del prodotto stesso, perché cambiano anche le esigenze e i comportamenti della gente; quindi è possibile anche che un'azienda rilanci un prodotto antichissimo, dovendone però modificare al contempo i processi produttivi. Per raggiungere questi traguardi, occorre la presenza di una burocrazia flessibile e la capacità di dematerializzare l'azienda delegando ad altri e altrove varie fasi di produzione, tentando così di realizzare la cosiddetta "industria su misura"; a questo proposito Angela introduce il franchising.
Nel sesto capitolo, Piero Angela disquisisce un argomento chiave: il posto di lavoro. Angela analizza la svolta epocale delle imprese che ha vanificato da una parte le tradizionali aspirazioni ad un posto fisso e sicuro e dall'altra le consuete abitudini sfocianti nei favoritismi e nelle raccomandazioni. Successivamente Angela spiega il rapporto fra salario, occupazione, potere d'acquisto, oltre alle classi lavorative ed ai nuovi mestieri, presenti soprattutto nel terziario. Un argomento seguente è quello della regolamentazione degli inserimenti e dei reinserimenti nel mondo del lavoro, e quindi la necessità di avere una classe politica attenta e lungimirante.
Nel settimo capitolo, il presentatore televisivo approfondisce le tematiche inerenti alla flessibilità lavorativa. Quest'ultima viene definita come un adattamento culturale che riguarda proprio tutti, dal singolo cittadino, all'imprese e per finire alle istituzioni. La flessibilità riguarda i prodotti, i modi di vendere, le soluzioni produttive, i prezzi, la trasformibilità e la rinnovabilità delle aziende, la mentalità degli esseri umani.
Nell'ottavo capitolo, il giornalista disquisisce i vari aspetti del villaggio globale, elencando le innovazioni tecnologiche nel settore delle comunicazioni e delle telecomunicazioni, soffermandosi sulla sempre maggiore dipendenza che noi tutti, dal contadino all'industriale, abbiamo nei confronti degli altri, cioè del villaggio globale, che ha fatto crollare le barriere che prima consentivano una certa autosufficienza alle entità in questione. Per affrontare con speranza di successo il nuovo mercato internazionale, le aziende si contattano, si integrano, si accordano per essere maggiormente competitive e pronte a dare l'assalto al mercato. E qui contano anche le dimensioni, e l'Europa frazionata è mutilata rispetto agli Stati Uniti d'America già compatti a livello anche giuridico e politico, e il contesto, costituito dagli studi, dalle ricerche, dai brevetti, nei quali l'Italia è in coda, nonostante disponga di buoni cervelli in tutti i settori.
Nel nono capitolo, Piero Angela descrive la congiuntura e i difficili modelli economico-matematici (140 equazioni) con i quali la Banca d'Italia calcola le previsioni economiche del Paese. Angela si sofferma sui prezzi, che risentono di molti fattori, interni e internazionali, e devono raggiungere il giusto valore, né troppo alto e nemmeno troppo basso, per poter soddisfare le esigenze di chi vende, di chi compra e del mercato. In seguito, Angela, affronta le tematiche della inflazione, della svalutazione e della ragione di scambio, della bilancia dei pagamenti e della bilancia commerciale.
Nel decimo capitolo, incombe la nuvoletta del debito pubblico che oscura il sole della nostra economia, oppressa dalle troppe spese, dai bilanci in passivo, dal circolo chiuso del denaro, dalla richiesta da parte dello Stato di prestiti, dai circoli viziosi, dall'incapacità di realizzare quello che gli investimenti e le spese e gli auspici dei cittadini si aspetterebbero. Si crea così, un po' in tutti gli ambiti quel che è avvenuto nel settore pensionistico, ossia il paradosso che prevede un numero di pensionati maggiore rispetto a quello dei lavoratori con evidenti scompensi e squilibri. Angela consiglia come frenare questa specie di emorragia.
L'undicesimo capitolo è dedicato dall'autore alla moneta e ai mercato finanziario, descrivendo quando, come e perché sono nati dapprima gli oggetti simbolici per gli scambi, poi la moneta, poi le banconote e così via fino ai pagamenti e ai trasferimenti elettronici ed informatici. Questi oggetti rappresentavano in qualche modo la conversione dall'oro in vista delle operazioni commerciali ed attualmente rappresentano la fiducia nello Stato, stando attenti alla proliferazione degli oggetti cartacei che potrebbe innescare l'inflazione. In fondo, ci avverte Angela, le quotazione delle monete significano un po' le pagelle dell'economia di un Paese, oltre a rappresentare un elemento della internazionalizzazione dell'economia.
Il dodicesimo capitolo è dedicato dall'autore alla borsa, la cui popolarità assai è cresciuta anche Italia, ma come allerta Piero Angela, senza arrivare ad alti livelli. Difatti, solo negli anni ottanta si sono diffusi da un lato gli esperti (analisti) e da un altro i Fondi comuni di investimento, le azioni e un buon numero, ma mai sufficiente, di aziende quotate. Angela spiega che cosa sia un'azione, il mercato primario e quello secondario, ricordando la mancanza di tradizioni e la ristrettezza della borsa in Italia, la necessità di allargare il listino, effettuando maggiori controlli.
Il tredicesimo capitolo è dedicato dall'autore alla scuola, considerata un ottimo investimento. Nel ricordare gli evidenti passi in avanti avvenuti nel campo dell'istruzione, Piero Angela indica le innovazioni della società che costringono un professionista ad un aggiornamento continuo e permanente. Lo studente deve essere in grado di costruirsi percorsi di studio sempre più personalizzati, di imparare l'economia, le scienze e almeno un paio di lingue straniere, oltre a sviluppare un miglior senso di iniziativa personale, di raccordarsi meglio con il mondo del lavoro. Alla scuola, Angela chiede una maggiore prontezza e dinamicità nell'aggiornarsi ai mutamenti socio-economici.
Il quattordicesimo capitolo è imperniato sulla azienda-Paese. L'autore spiega quali siano i movimenti commerciali essenziali con l'estero in rapporto alle risorse interne e la necessità di avere uno Stato efficiente e moderno che non produca perdite, ma anzi valorizzi i servizi che offre al cittadino; uno Stato, insomma, che sappia intervenire senza essere invadente.
Il quindicesimo capitolo è centrato sulla posizione di chi non produce o non produce più. Inoltre è necessario, ci ricorda Piero Angela, un contesto lavorativo ideale che consenta al lavoratore di essere efficiente ed anche efficace.
Il sedicesimo capitolo è doverosamente imperniato sul futuro nel quale la società tecnologica è destinata.

## Edizioni
- Piero Angela, Quark economia (per capire un mondo che cambia), Milano, Garzanti, 1986, SBN RAV0010752.